# Restitution (Kunst)
Unter Restitution von Kulturgütern versteht man die Rückerstattung geraubter, unrechtmäßig enteigneter, erpresster oder zwangsverkaufter Kulturgüter an die legitime Voreigentümerschaft oder deren Rechtsnachfolge.

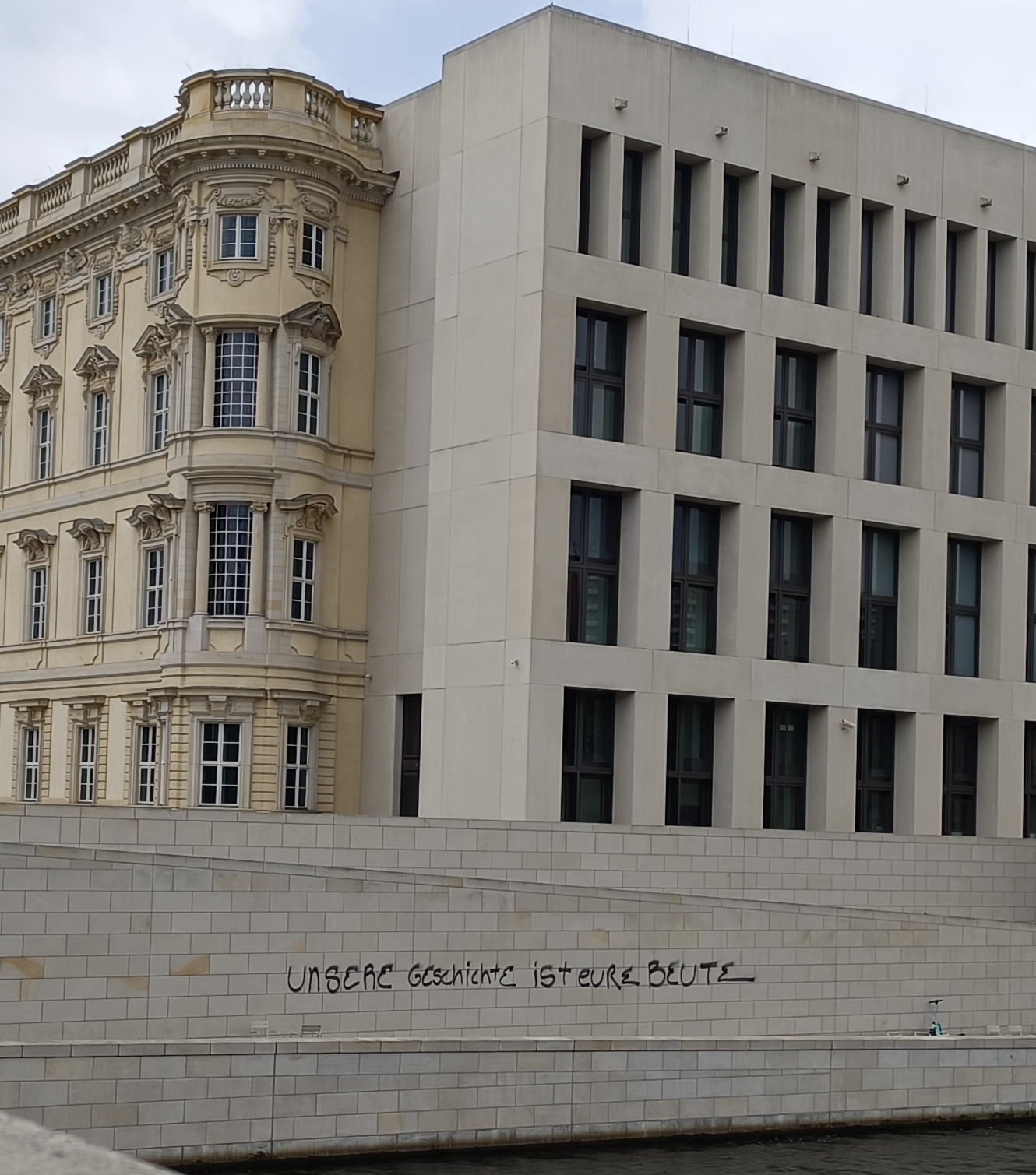
Implizite Restitutionsforderung vor dem Humboldt Forum in Berlin

## Grundsätzliches
Die Restitutionsfrage ist ein zentraler Aspekt der Thematik um Raubkunst, Beutekunst und Unrechtmäßigkeit des Kunsthandels und eine komplexe Rechtsfrage mit vielfältiger internationaler Verflochtenheit.
Als juristische, politische und individuelle Gründe für die Rückgabe kommen verschiedene Grundsätze infrage:
- Plünderungen aus Kriegshandlungen
- Plünderungen kultureller Güter aus Kolonien
- unfaire Teilung von Fundstücken bei archäologischen Grabungen
- bei illegalem Handel mit Kulturgütern, auch aus Raubgrabungen[1]

Bedeutend ist das Übereinkommen über Maßnahmen zum Verbot und zur Verhütung der unzulässigen Einfuhr, Ausfuhr und Übereignung von Kulturgut der UNESCO sowie die Verordnung (EU) 2019/880 des Europäischen Parlaments und des Rates vom 17. April 2019 über das Verbringen und die Einfuhr von Kulturgütern.

## Restitutionsfragen spezieller Epochen und Gegenden
- Restitution von NS-Raubgut, die Rückgabe während des Nationalsozialismus geraubter Kunstwerke, siehe auch:
  - Washingtoner Erklärung (Grundsätze der Washingtoner Konferenz in Bezug auf Kunstwerke, die von den Nationalsozialisten beschlagnahmt wurden) 1998
  - Deutschland:
    - Restitution des Vermögens von Opfern des NS-Regimes nach deutschem Recht (siehe Deutsche Wiedergutmachungspolitik)
    - §1 Abs. 6 Vermögensgesetz für NS-Opfer[5]

  - NS-Verfolgtenentschädigungsgesetz (NS-VEntschG)[6]
    - Militärregierungsgesetz Nr. 59, Bundesrückerstattungsgesetz, Bundesamt für zentrale Dienste und offene Vermögensfragen (untersteht dem Bundesfinanzministerium)

  - Österreich: Die Rückgabe und Entschädigung für während des Nationalsozialismus geraubtem Vermögen verfolgter Personen war nach dem Krieg in den Rückstellungsgesetzen geregelt (1946–49); seit 1998 gibt es das umfassende Kunstrückgabegesetz (Bundesgesetz über die Rückgabe von Kunstgegenständen aus österreichischen Bundesmuseen und Sammlungen), das aber nur auf Besitz der Republik Österreich bezogen ist. Siehe Restitution (Österreich)
- Restitution von Kulturgütern aus kolonialen Kontexten: Vor allem der Bericht über die Restitution afrikanischer Kulturgüter hat seit 2018 zu intensiven Diskussionen und neuen Forschungen zur Provenienz und den Besitzverhältnissen solcher Kulturgüter aus kolonialen Kontexten geführt (siehe auch Rückgaben von Kulturgut kolonialer Herkunft).